# Mille-Feuilles
Pour les articles homonymes, voir Mille-feuille (homonymie) et Mille.
Mille-Feuilles était une émission de télévision littéraire belge bimensuelle diffusée un mardi sur deux sur la Deux. Elle est remplacée par Livrés à domicile, émission qui se veut plus originale : « […] Thierry Bellefroid se rendra directement chez les lecteurs pour parler littérature. » (Metro, jeudi 1er septembre 2011, p. 19)

## Principe de l'émission
Mille-Feuilles entend susciter le désir et le plaisir véritablement gustatifs des livres auprès du plus grand nombre de bouches possible. L'émission veut rendre le livre accessible à tout un chacun dans un éclectisme basé sur les choix subjectifs des présentateurs et des chroniqueurs.

## Présentateurs et chroniqueurs
Elle a été dirigée et présentée par le journaliste de la rédaction de la RTBF, Thierry Bellefroid, également présentateur du 13 Heures sur la Une. Anne Hislaire en assure la production. Quatre chroniqueurs spécialisés abordent aussi les littératures qui ne sont pas traitées en plateau : Gorian Delpâture pour les grands classiques oubliés de la littérature française et mondiale, Laurent Dehossay pour la littérature de l’intime dans tous les genres (autofiction, essais, beaux livres), Michel Dufranne pour la littérature de genre (thriller, science-fiction, fantastique et fantasy), et Jacques Dedecker, journaliste au supplément “Les livres du Soir”, pour ses coups de cœur. À partir de la saison 2007-2008, ils ont été rejoints par Régine Dubois, qui parle des best-sellers du moment.